# Мидзуно, Микико
Микико Мидзуно (яп. 水野幹子 Мидзуно Микико, род. 11 августа 1977, Токио, Япония), так же известна как просто Микико (Mikiko) или Mikikometal — японская танцовщица и хореограф. Она является директором и главным хореографом танцевальной труппы Elevenplay, а также работает с такими исполнителями, как Perfume, Sakura Gakuin и Babymetal. Она была консультантом по производству культурной презентации в Японии на церемонии закрытия летних Олимпийских игр 2016.

## Ранние годы
Микико родилась в Токио, Япония. Она младшая из трёх сестёр. Её семья переехала в Хиросиму, когда ей было два года, в связи с переводом отца на другую работу. Её дом в Хиросиме был расположен вдоль бульвара Мира, где каждый год в мае проводился Фестиваль цветов. Там она наблюдала за процессом строительства каркаса сцены. Её отец работал в рекламном агентстве, поэтому она смогла увидеть выступления и закулисье. Когда она увидела живое выступление Yomei Club из-за кулис, она узнала о профессии хореографа. Будучи членом «клуба эстафетной палочки» в средней школе Ясуда, она участвовала в параде Фестиваля цветов и начала танцевать перед людьми, а в старшей школе начала танцевать хип-хоп.

## Карьера
В 1996 году, в возрасте 19 лет, Микико начала преподавать танцы, основываясь на своём опыте в балете и уличных танцах. В 1999 году, в возрасте 21 года, она стала преподавателем в недавно основанной Актёрской школе Хиросимы. Среди её первых учеников были будущие участники группы Perfume, которые тогда учились в пятом классе начальной школы. Микико ставила хореографию для большинства их песен, как в рамках уроков хореографии в школе, так и после отъезда Perfume в Токио. Ежегодно школа проводила два сольных концерта, один весной, другой осенью, и Микико придумывала хореографию примерно для 50 песен в год.
В 2000 году Микико стала танцовщицей второго плана в группе MAX и создала танцевальную группу VAX.
В 2005 году, в возрасте 28 лет, Микико подписала контракт с агентством талантов Amuse Inc., которое за два года до этого подписало контракт с Perfume. Микико переехала в Токио, чтобы сосредоточиться на работе. Она была нанята непосредственно председателем Amuse Ёкити Осато после того, как он посмотрел спектакль DRESS CODE, в котором Микико работала над постановкой, режиссурой и хореографией. Для того чтобы она стала театральным режиссёром, Осато посоветовал ей переехать в Нью-Йорк, чтобы изучить постановку и совершенствовать свою чувствительность. Находясь в США, она продолжала обучать по видеосвязи танцам Perfume и других артистов. Она вернулась в Японию в 2008 году.
После возвращения в Японию Микико продолжила заниматься хореографией и в 2009 году создала танцевальную группу Elevenplay. После образования Sakura Gakuin в 2010 году она стала хореографом всех песен для группы и её подразделений, включая Babymetal. В 2012 году она стала хореографом показа мод «CanColle!», организованного модными журналами CanCam и AneCan.
В 2014 году Elevenplay и Мику Хацунэ совместно выступили на открытии концерта Леди Гаги «ArtRave: The Artpop Ball».
В 2016 году Микико отвечала за художественную часть церемонии передачи олимпийского флага на церемонии закрытия летних Олимпийских игр 2016 года. В том же году она поставила хореографию «Танца Кои» для финальной части драмы «Полноценная жена-эскапист».
В 2017 году Микико была назначена в состав комитета по планированию церемоний открытия и закрытия летних Олимпийских игр 2020 года. Однако 23 декабря 2020 года было объявлено, что комитет был распущен в связи с пандемией COVID-19, из-за которой само мероприятие также было перенесено на июль 2021 года.
31 декабря 2020 года Perfume и Babymetal выступили на NHK Kōhaku Uta Gassen. Это было тринадцатое выступление Perfume и первое для Babymetal.

## Награды
В 2014 году Микико выступила хореографом и режиссёром рекламного ролика для компании Isetan, который получил премию Good Design Award.
В 2015 году выступление Perfume на фестивале South by Southwest (SXSW) получило премию премьер-министра/Гран-при ACC в интерактивной категории фестиваля ACC CM. Для этого выступления Микико создала раскадровку и консультировала художника и соавтора Дайто Манабе из Rhizomatiks и других организаторов по вопросам освещения и работы с камерой.
В 2016 году Микико стала хореографом клипа на песню «Cold Stares» группы Nosaj Thing, который получил награду с отличием на австрийской премии Prix Ars Electronica в категории Computer Animation/Film/VFX.
В 2017 году Ассоциация цифровых медиа Японии наградила Микико специальным призом жюри на церемонии AMD Award '16. Она также была выбрана в качестве одной из «Женщин года» журнала Vogue Japan.
В 2018 году Микико и певица Тисато Моритака были включены в четвёртую премию «Женщины совершенства».

## Стиль

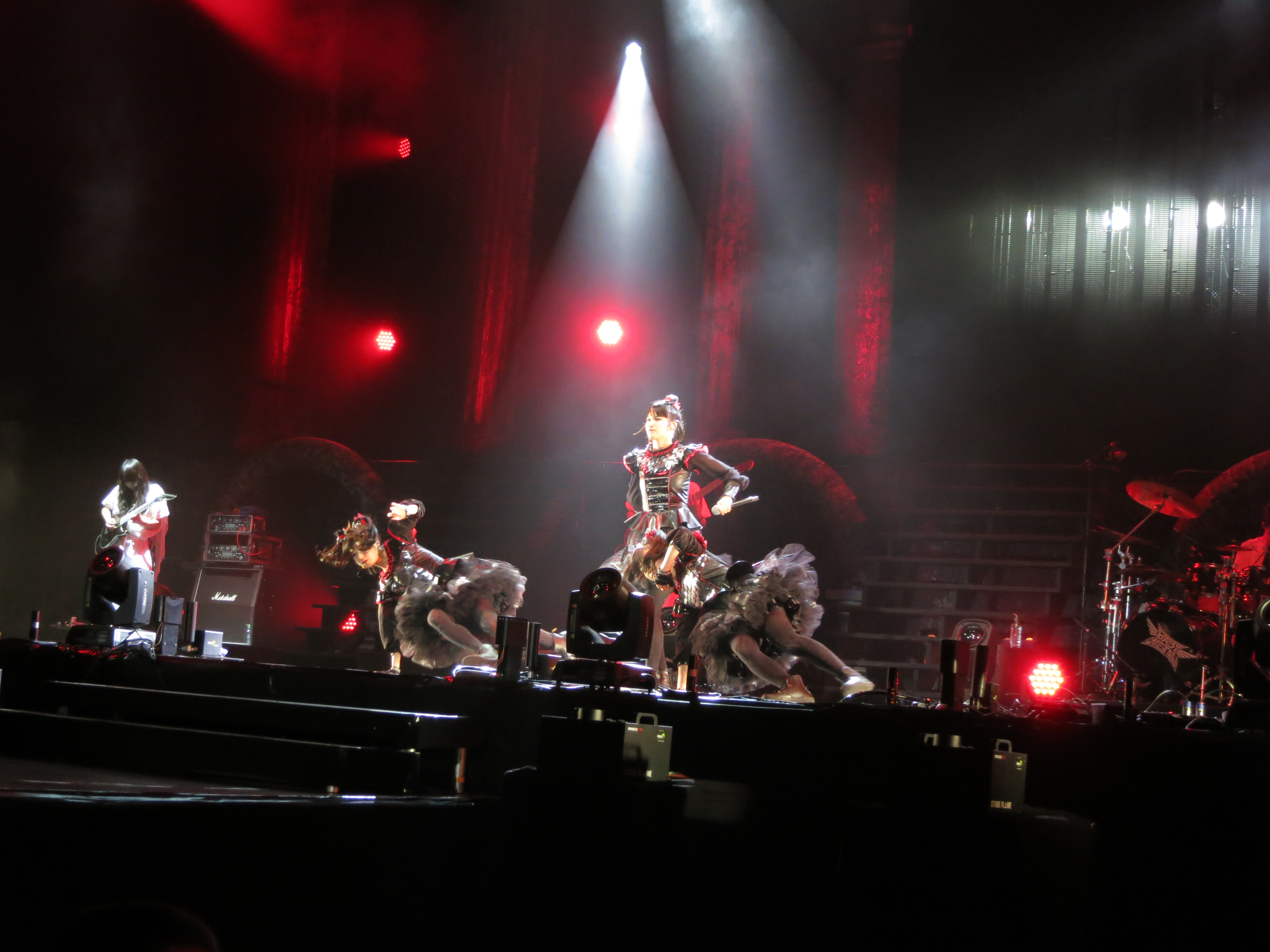
Babymetal исполняют песню «Road of Resistance» во время концерта на Уэмбли Арене в Лондоне, 2015 год.

Главная цель Микико — показать красоту тела танцора и его индивидуальность, которая была бы вдохновлена различиями в типах тела и культурах, которые она наблюдала, находясь в Соединённых Штатах. В своей хореографии она использует повседневные жесты, а иногда применяет передовые технологии, такие как проекторы, дроны, светодиоды и движущиеся полупрозрачные экраны. Хореограф, оказавший на неё наибольшее влияние — Боб Фосс.
Говоря о хореографии танца для хеви-метала, сценарист и продюсер Тиаки Конака отметил, что влияние Микико включало фирменные взрывные удары и гитарные соло этого жанра. Например, танец во вступлении песни Babymetal «Road of Resistance» является визуализацией ударной техники, а танец в целом также синхронизирован с гитарными соло.
Хореография Perfume создана под влиянием научно-фантастических образов и делает акцент на движениях верхней части тела и рук, напоминающих роботов. Большая часть передовых технологических аспектов, таких как дроны, является запатентованной технологией, разработанной в сотрудничестве с экспериментальной фирмой цифрового искусства Rhizomatiks и протестированной Elevenplay перед тем, как использоваться в выступлениях Perfume.
Хореография в танце «Koi» описывает звучание инструментов и текст песни с помощью движений. Гэн Хосино описал хореографию как «многократно усиливающую очарование песни и её способность общаться со слушателем».